# Alytus
Alytus je grad u južnoj Litvi. Glavni je grad istoimenoga okruga. Grad je 2016. godine imao 54.437 stanovnika. Povijesno je središte regije Dzūkija. Nalazi se na obalama rijeke Njemen. Cestama je povezan s Vilniusom, Kaunasom i Lazdijaiom u Litvi i s Grodnom u Bjelorusiji.

## Ime
Ime grada dolazi iz litvanskoga hidronima Alytupis. U poljskome grad se zove Olita, u njemačkome Aliten, u ruskome Алитус (Alitus) ili Олита (Olita), u bjeloruskome Аліта (Alita), u jidišu אליטע (Alite).

## Gradski partneri
Alytus je gradski partner s gradovima:
- Amata, Latvija
- Berdyčiv, Ukrajina
- Botkyrka, Švedska
- Crawley, Engleska, Ujedinjeno Kraljevstvo
- Ełk, Poljska
- Giżycko, Poljska
- Grodno, Bjelorusija
- Hiratsuka, Japan
- Kremenčuk, Ukrajina
- Lida, Bjelorusija
- Mandal, Norveška
- Monaghan, Irska
- Næstved, Danska
- Ningbo, Narodna Republika Kina
- Opole, Poljska
- Ostrołęka, Poljska
- Petrozavodsk, Rusija
- Rochester, Sjedinjene Američke Države
- Rouen, Francuska
- San Martín, Argentina
- Sejny, Poljska
- Smargonj, Bjelorusija
- Suwałki, Poljska
- Vélizy-Villacoublay, Francuska

## Vanjske poveznice
- Službena web stranica grada  Arhivirana inačica izvorne stranice od 1. lipnja 2020. (Wayback Machine)
- Web stranica općine  Arhivirana inačica izvorne stranice od 11. svibnja 2020. (Wayback Machine)
- Gradski newsportal
- Interaktivna karta tvrđave u Alytusu
- Ubojstva Židova Alytusa  Arhivirana inačica izvorne stranice od 22. rujna 2020. (Wayback Machine) tijekom Drugoga svjetskoga rata na web stranici Yad Vashema.
- Alytus, Encyclopædia Britannica
- Олита, Enciklopedijski rječnik Brockhausa i Efrona
- Алитус, Velika sovjetska enciklopedija